# Homoneura pseudolimnea
Homoneura pseudolimnea är en tvåvingeart som beskrevs av Papp 1981. Homoneura pseudolimnea ingår i släktet Homoneura och familjen lövflugor. Inga underarter finns listade i Catalogue of Life.